# Esperimento naturale
Un esperimento naturale è uno studio empirico in cui gli individui (o raggruppamenti di individui) sono esposti alle condizioni sperimentali mentre le condizioni di controllo sono determinate dalla natura o da altri fattori estranei al controllo dei ricercatori, mentre il processo che governa l'esposizione riproduce discutibilmente un'assegnazione casuale. Perciò gli esperimenti naturali sono degli studi osservazionali e non sono controllati nel senso in cui tradizionalmente si intende un esperimento controllato (randomizzato). Gli esperimenti naturali sono molto utili dove vi è stata un'esposizione chiaramente definita che coinvolge un'altrettanto ben definita sotto-popolazione (in congiunzione all'assenza di esposizione per una sotto-popolazione con caratteristiche simili). In questo senso la differenza tra un esperimento naturale e uno studio osservazionale non-sperimentale è che il primo include il confronto di condizioni che possono condurre a un'inferenza causale, mentre il secondo non lo consente. Gli esperimenti naturali sono utilizzati come disegni di studio quando la sperimentazione controllata è estremamente difficile da implementare o è implementabile a condizioni eticamente non percorribili, problemi spesso affrontati da aree di ricerca come l'epidemiologia (per es. valutare l'impatto sulla salute del diverso grado di esposizione a radiazione ionizzante tra gli abitanti nei pressi di Hiroshima al tempo dell'esplosione atomica) ) o l'economia (per es. stimare il ritorno economico sulla scolarità negli adulti statunitensi).

## Storia

Mappa originale di John Snow che illustra il raggruppamento dei casi di colera a Soho durante l'epidemia di Londra del 1854

Uno dei primi e più famosi esperimenti naturali fu l'epidemia di colera a Broad Street a Londra in Inghilterra del 1854.
Il 31 agosto 1854, improvvisa epidemia di colera colpì il quartiere londinese di Soho. Nei tre giorni successivi morirono 127 persone nei dintorni di Broad Street. Il medico John Snow identificò la fonte dell'epidemia nella vicina fonte d'acqua, servendosi di una mappa di decessi e malati che rivelò un raggruppamento insolito di casi intorno alla fonte.
In questo esempio, Snow scoprì una forte associazione tra l'uso dell'acqua e i decessi o le malattie dovute al colera. Snow scoprì che la Southwark and Vauxhall Waterworks Company, che erogava l'acqua ai quartieri con tassi di insorgenza maggiori, estraeva l'acqua a valle del Tamigi, dove venivano scaricati nel fiume liquami. Per contrasto, i quartieri che ricevevano acqua sempre fornita dalla Lambeth Waterworks Company, ma che era ottenuta a monte dei punti di scarico dei liquami, avevano tassi di insorgenza bassi. Dato che le condizioni di fornitura d'acqua a Londra nella metà del diciannovesimo secolo erano simili a un mosaico disordinato, Snow considerò gli sviluppi dell'epidemia come "un esperimento ... su scala enorme." Naturalmente, l'esposizione all'acqua inquinata non era sotto il controllo di nessun scienziato. Pertanto, l'esposizione è stata considerata come un esperimento naturale.

## Esempi recenti

### Dimensione della famiglia
In Angrist and Evans (1998), gli autori si propongono di stimare l'effetto della dimensione della famiglia sui risultati della madre nel mercato del lavoro. Le correlazioni tra dimensione della famiglia e diversi indicatori di risultato non ci dicono come la dimensione del nucleo familiare influenza causalmente i risultati nel mercato del lavoro: in primo luogo perché questi risultati che la dimensione del nucleo familiare possono essere influenzati da variabili nascoste, come ad esempio le preferenze, e in secondo luogo perché tali esiti possono di per sé stessi influenzare la dimensione del nucleo familiare (problema di causalità inversa, per esempio: una donna può differire nel tempo di avere un figlio se ottiene un aumento al lavoro). Lo studio evidenzia che le famiglie con due figli in cui ci sono o due figli maschi o due figlie femmine hanno probabilità di avere un terzo figlio in misura sostanzialmente maggiore rispetto alle famiglie con due figli che hanno un maschio e una femmina. Il genere dei primi due figli, in questo caso, costituisce un esperimento naturale: è come se lo sperimentatore avesse attribuito casualmente ad alcune famiglie di avere due figli, e ad altre di averne tre o più. Gli autori sono a questo punto in grado di stimare credibilmente l'effetto causale di avere un terzo figlio sui risultati nel mercato del lavoro.

### Giochi televisivi
In economia, i giochi televisivi sono una forma di esperimento naturale studiata frequentemente. Mentre i giochi televisivi possono sembrare contesti artificiali, possono essere considerati come esperimenti naturali per il fatto che il contesto emerge senza interferenza da parte dello scienziato. I giochi televisivi sono stati usati per studiare un'ampia gamma di comportamenti economici, come ad esempio le decisioni in condizioni di incertezza e il comportamento cooperativo.

### Legge antifumo
Un esempio di esperimento naturale è avvenuto ad Helena, Montana nel corso di sei mesi, da giugno 2002 a dicembre 2002, quando una legge antifumo fu in vigore in tutti i locali pubblici in Helena, compresi bar e ristoranti. Helena è geograficamente isolata e servita da solo un ospedale. Fu osservato che il tasso di infarto scese del 60% nel periodo di vigore della legge antifumo. Gli oppositori della legge ebbero la meglio nell'ottenere la sospensione della legge dopo sei mesi, dopo i quali il tasso di infarto ritornò ai livelli precedenti. Si noti tuttavia che mentre questo può essere un buon esempio di esperimento naturale (chiamato esperimento di tipo case-crossover, dove l'esposizione è rimossa per un certo periodo di tempo e poi ristabilita), è anche un buon esempio di come variabili di incerta determinazione possono portare alla formulazione di conclusioni viziate.
Per esempio, molti studi sull'infarto basati su leggi antifumo non sono in grado di indicare che i tassi di infarto erano già in declino prima che la legge antifumo entrasse in vigore, o non sono in grado di considerare i flussi stagionali nei tassi di infarto (più alti nei mesi invernali, e più bassi nei mesi estivi). Per lo studio Helena, in particolare, non è credibile l'affermazione che il 40% degli infarti pre-legge antifumo erano causati da fumo passivo, poiché attualmente si pensa che solo il 10-15% dei casi di malattie coronarie è causato dal fumo attivo.

### Test di armi nucleari
I test nucleari rilasciarono grandi quantità di isotopi radioattivi nell'atmosfera, e alcuni di questi erano suscettibili di essere incorporati nei tessuti biologici. Il rilascio fu interrotto in seguito al Trattato sulla messa al bando parziale dei test nel 1963. Questo rappresentò un esperimento di tipo pulse-chase su grande scala, che non poteva essere realizzato prima su esseri umani a causa di vincoli etici. Furono possibili diversi tipi di osservazione su persone nate prima del 1963, come ad esempio la determinazione del tasso di sostituzione delle cellule in diversi tipi di tessuto umano.

### Reclutamento per la guerra in Vietnam
Un'importante questione in economia è quella relativa alle determinanti dello stipendio. Angrist (1990) era interessato a sapere l'effetto del servizio militare sugli stipendi nel corso della vita. Lo studio sfruttò l'assegnazione approssimativamente casuale della lotteria al reclutamento per la Guerra in Vietnam come variabile strumentale per determinare se un individuo dato aveva prestato servizio nell'esercito. Poiché molti fattori possono determinare se uno serve nell'esercito, la lotteria per il reclutamento rappresenta un esperimento naturale: i reclutati nell'esercito possono infatti essere confrontati con coloro che non furono chiamati alle armi, dato che i due gruppi non potevano differire in maniera sostanziale prima del servizio militare. Angrist scoprì che gli stipendi dei veterani erano significativamente minori (circa il 15% in meno) rispetto a quelli dei non-veterani.